# Brautkrone

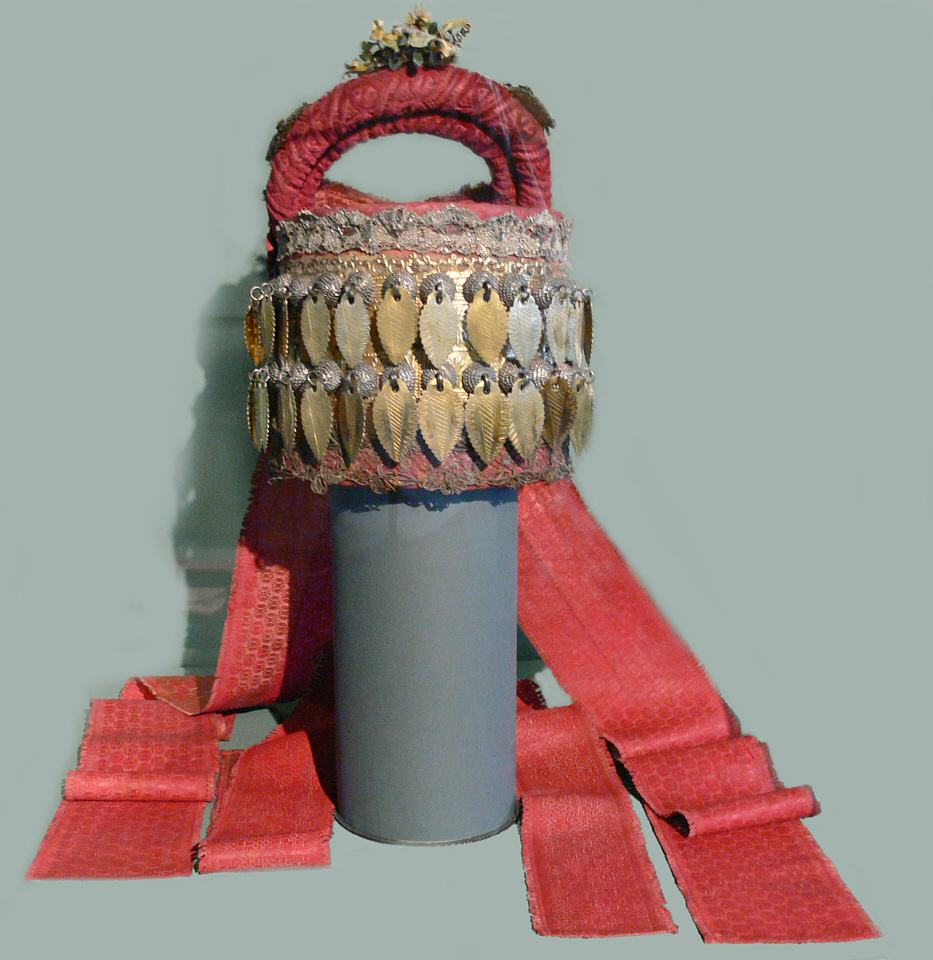
Altenburger Hormt von 1624 (Museum für Thüringer Volkskunde Erfurt)

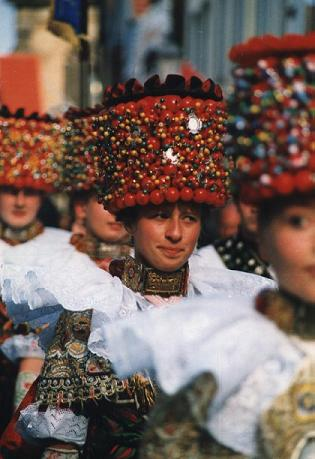
Lindhorster Brautzug – „Kranzmaikes“, Niedersachsen

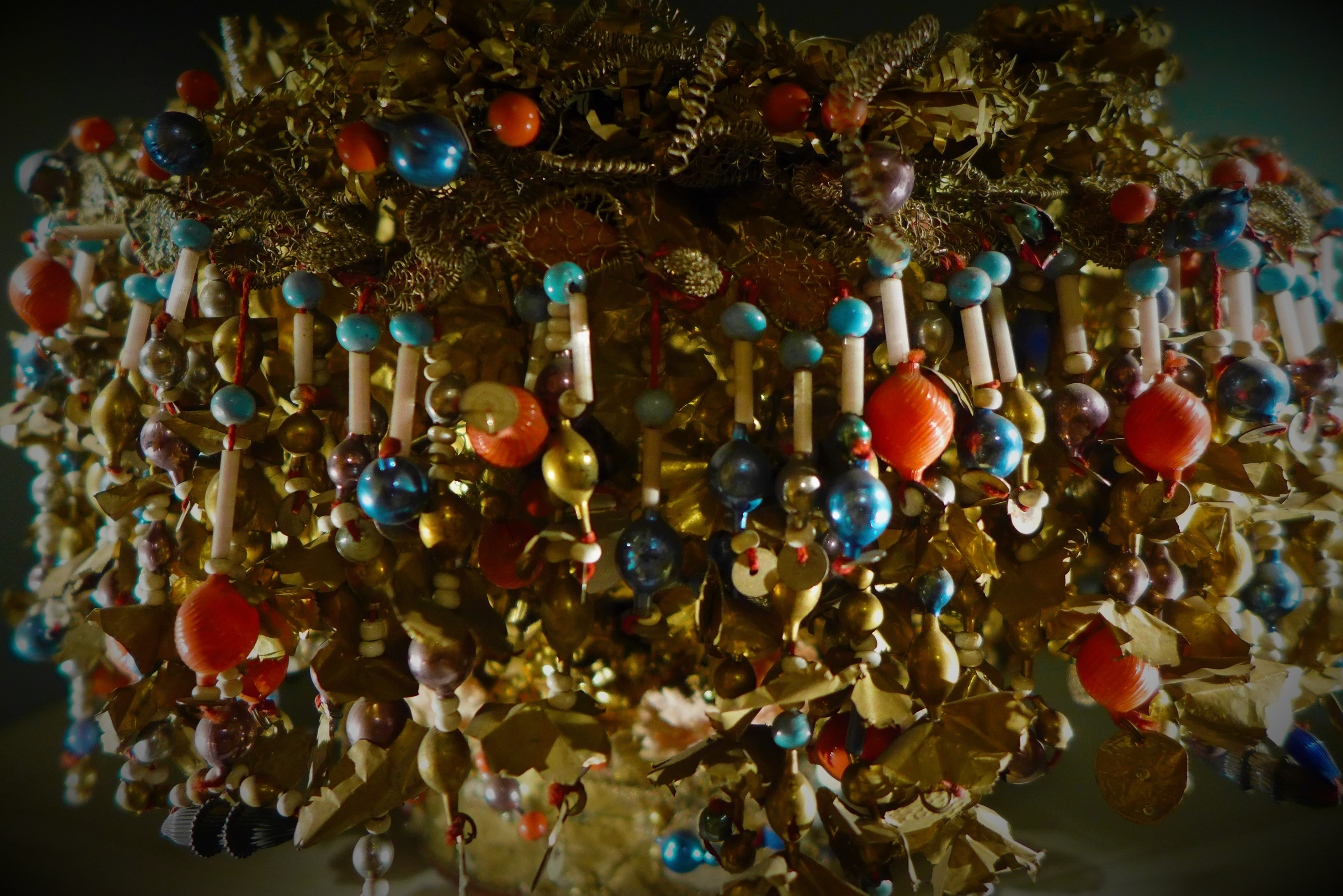
Schwäbische Brautkrone aus Messing, Pappe, Glas und Weide; Württemberg um 1800; Die Brautkrone wurde bei ländlichen Hochzeiten getragen. Die in Böhmen gefertigten Glasperlen waren seit der Mitte des 18. Jahrhunderts auf vielen Märkten erhältlich.

Die Brautkrone (regional auch anders benannt, z. B. in der Fränkischen Schweiz Flitterkranz oder Hoher Kranz, im Schwarzwald Schäppel) ist eine Kopfbedeckung, die ledige Frauen an Feiertagen und Festen tragen, zuletzt an ihrem Hochzeitstag. 

## Geschichte
Die Brautkrone ist im Vergleich mit Brautkranz und Schleier wohl das älteste Schmuckstück auf dem weiblichen Kopf. Die Braut wollte mit diesem Symbol ihre Reinheit darstellen und war zugleich ein Statussymbol für die Familie. Besonders in bäuerlichen Gegenden war und ist auch noch die Brautkrone sehr beliebt. In einigen Gegenden legte die Braut nach dem Kirchgang die Krone ab und hängte sie über den Hochzeitstisch als Zeichen des Friedens.
Das Aussehen war je nach Gegend und Ort sehr unterschiedlich. Am Anfang wurden sie mit Blüten, Tannenzweigen, Kräutern und reifen Früchten geschmückt. In späteren Zeiten und auch heute noch wurden dann kostbarere Materialien wie Perlen, Spiegel, Silber und Gold verwendet.
Diesen wertvollen Kopfschmuck konnten sich nur wohlhabende Familien leisten. Die weniger wohlhabenden konnten ihn aber ausleihen, meist bei Nachbarn und Freunden, die dann als Gegenleistung in Naturalien bezahlt wurden. Oft besaßen auch die Kirchen oder die Gemeinden solche Brautkronen, so dass man sie dort ausleihen konnte. Im Zuge des 18. Jahrhunderts wurde vielerorts dann die Brautkrone wieder vom Brautkranz abgelöst, wie er als heidnischer Brauch schon im 4. Jahrhundert zu finden war.
Warum sich bestimmte Familien oder Einzelpersonen auf das „inoffizielle“ Handwerk, Brautkronen herzustellen, verstanden haben, hat möglicherweise damit zu tun, dass es immer wieder Menschen mit besonderem Geschick für diese außergewöhnlichen Arbeiten gab – oft erfolgte die Herstellung aber auch in ärmeren Familien, die sich auf diese Weise etwas dazuverdienen konnten. Somit ist die Qualität der Kronen je nach Region sehr unterschiedlich. Je ärmer eine Gegend war, desto reduzierter und einfacher das Material. In waldreichen Regionen, wo das Glasbläserhandwerk sehr verbreitet war, gab es eher sehr viele Glaskugeln und wenig Metallflitter, während beispielsweise im Umland von Nürnberg, wo bereits seit der Renaissance ein ausgeprägtes Messingzieherhandwerk ansässig war, mehrheitlich und in großer Vielfalt Messingflitterzeug und weniger Glaskugeln in den Trachtenkronen verarbeitet wurden. In sehr armen Regionen wiederum wie beispielsweise in der Rhön oder der Lüneburger Heide überwiegen Wollbommeln, Stoff- und Papierblumen.
Heute werden Brautkronen traditionell im Zusammenhang mit einer Tracht getragen oder als kleine Ausgabe in Form eines kleinen Krönchens oder eines Diadems.

## Regionale Ausgestaltung
Bei der Heirat von Marie von Sachsen-Altenburg mit dem König Georg V. von Hannover am 18. Februar 1843 in der Schlosskirche von Hannover trug Georg V. eine große goldene Krone und seine Braut Marie von Sachsen-Altenburg eine etwas kleinere goldene Brautkrone.
In Norwegen, Schweden und Serbien werden Brautkronen aus Silber gefertigt; in Bayern, Schlesien aus Golddraht, Glassteinen und Flitter.
Im Schwarzwald kommen dazu noch Perlen, Glaskugeln, Spiegel und Bänder oder Papierrosen. Dort heißt die Brautkrone ausschließlich Schäppel und ist von Ort zu Ort verschieden gestaltet. Einen Überblick über die Verbreitung des Schäppels im Schwarzwald gibt die Sammlung des Schwarzwälder Trachtenmuseums in Haslach.
Die sogenannte Borta wird bei Sorben in der Lausitz getragen.
In Thüringen wird zur Altenburger Bauerntracht der brautkronenähnliche Hormt getragen.
In Finnland gibt es Papierkronen mit Goldblech.
Die Braut aus Athen trägt eine große aus Filigran gefertigte und mit Perlen verzierte Krone.
In Gröden (Südtirol) ist die „gherlanda spiza“ ebenfalls Teil der lokalen Tracht und wird heute noch zu Festanlässen getragen.

## Bilder

Brautkronen aus dem deutschsprachigen Raum im MEK
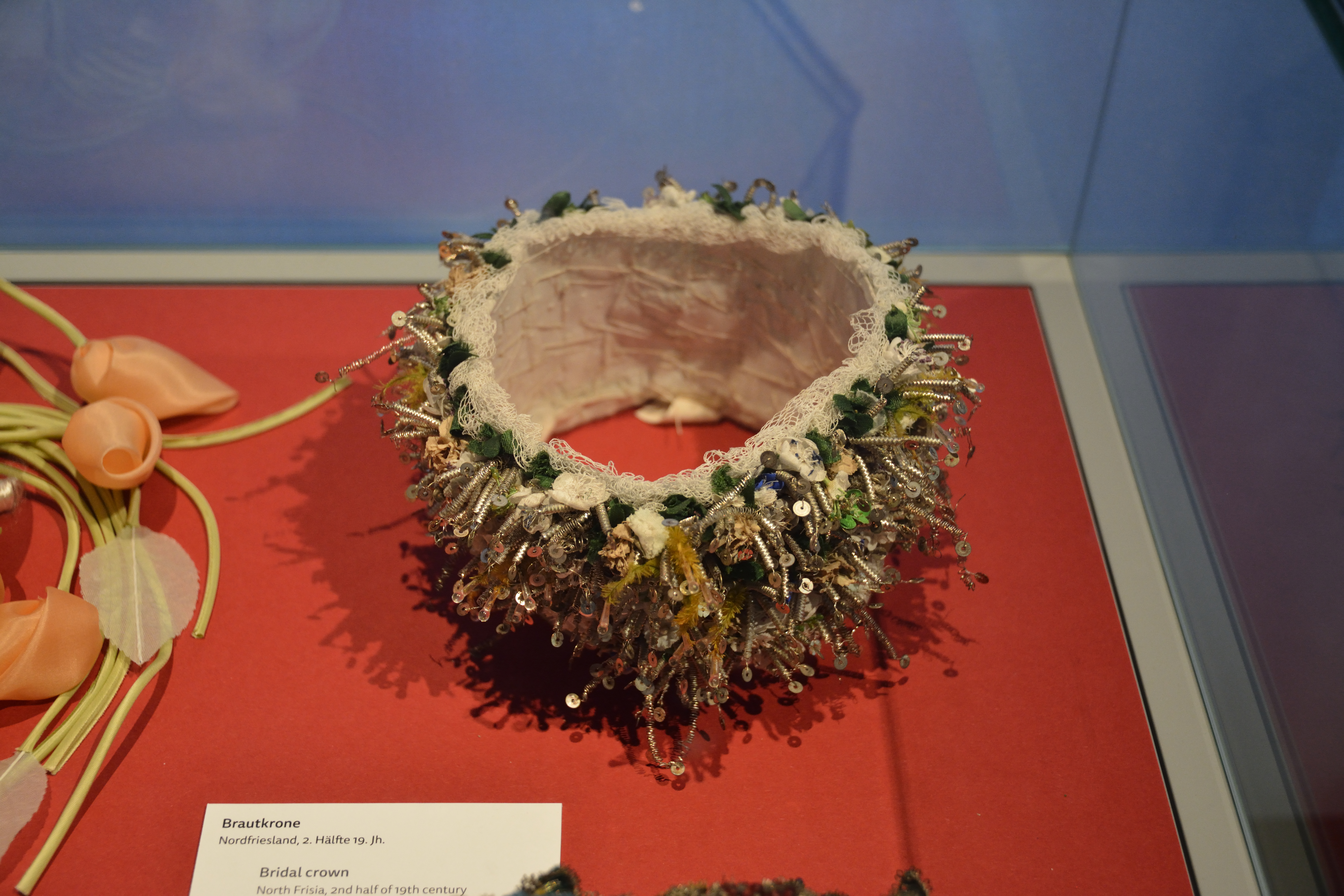
Nordfriesland
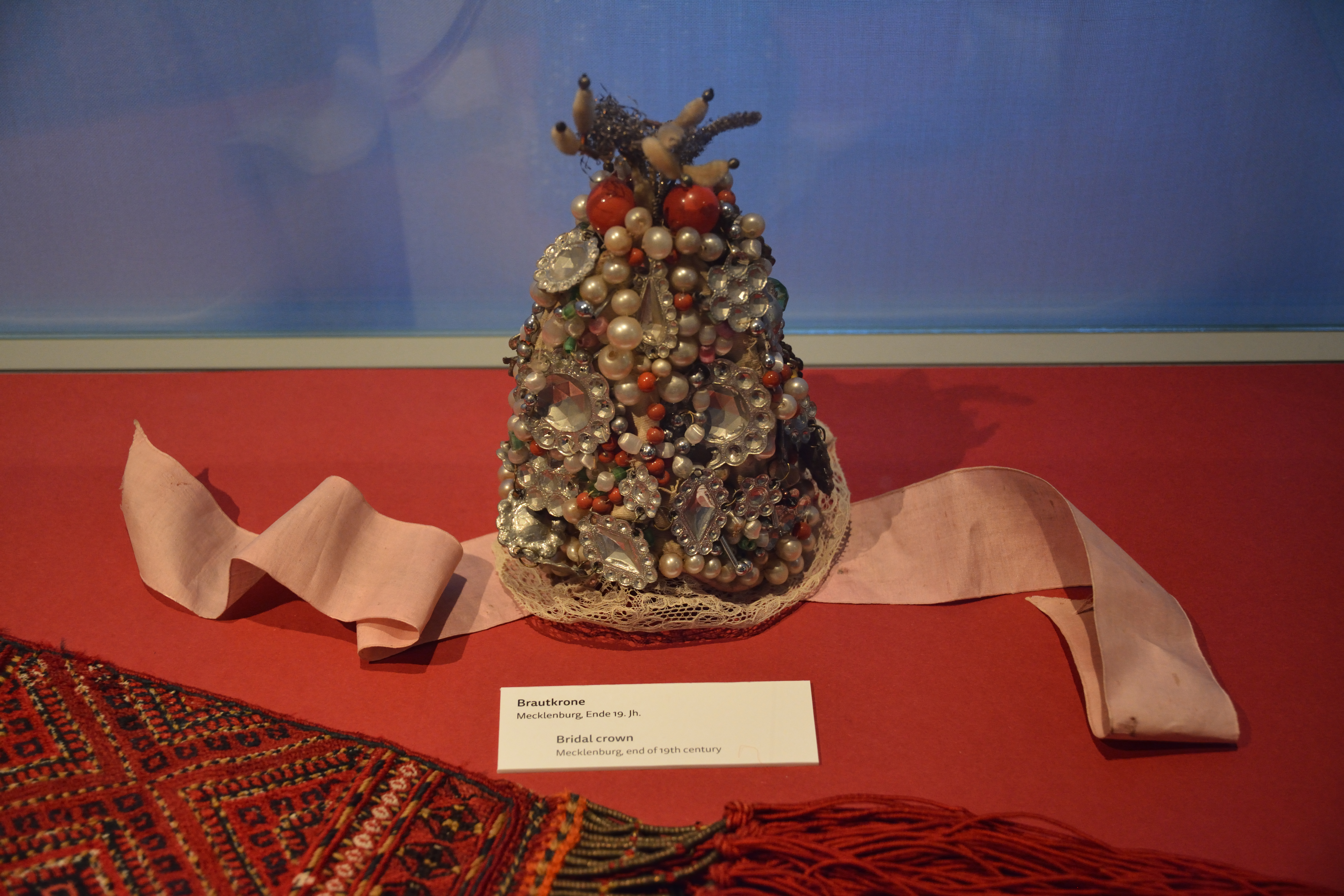
Mecklenburg
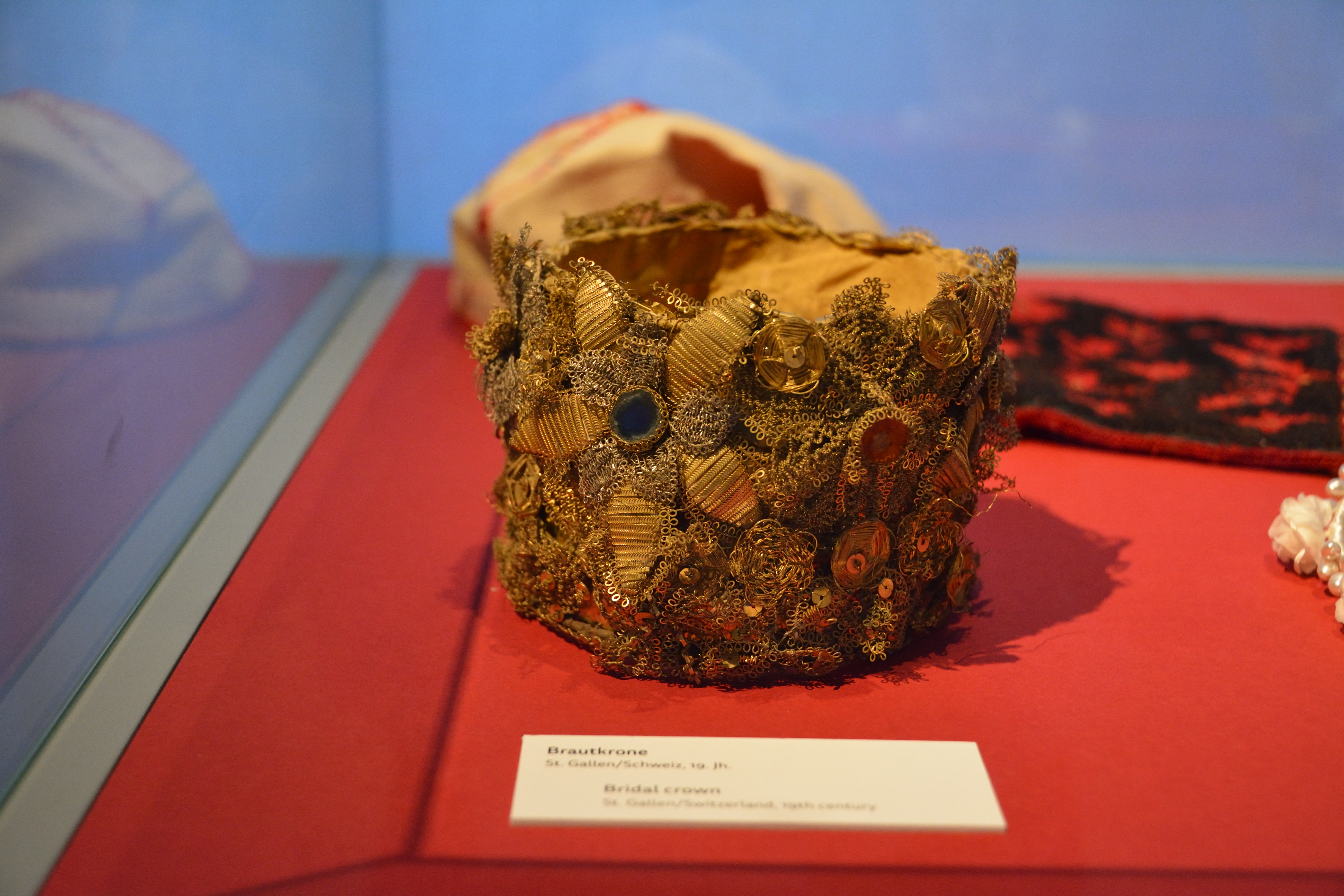
St. Gallen
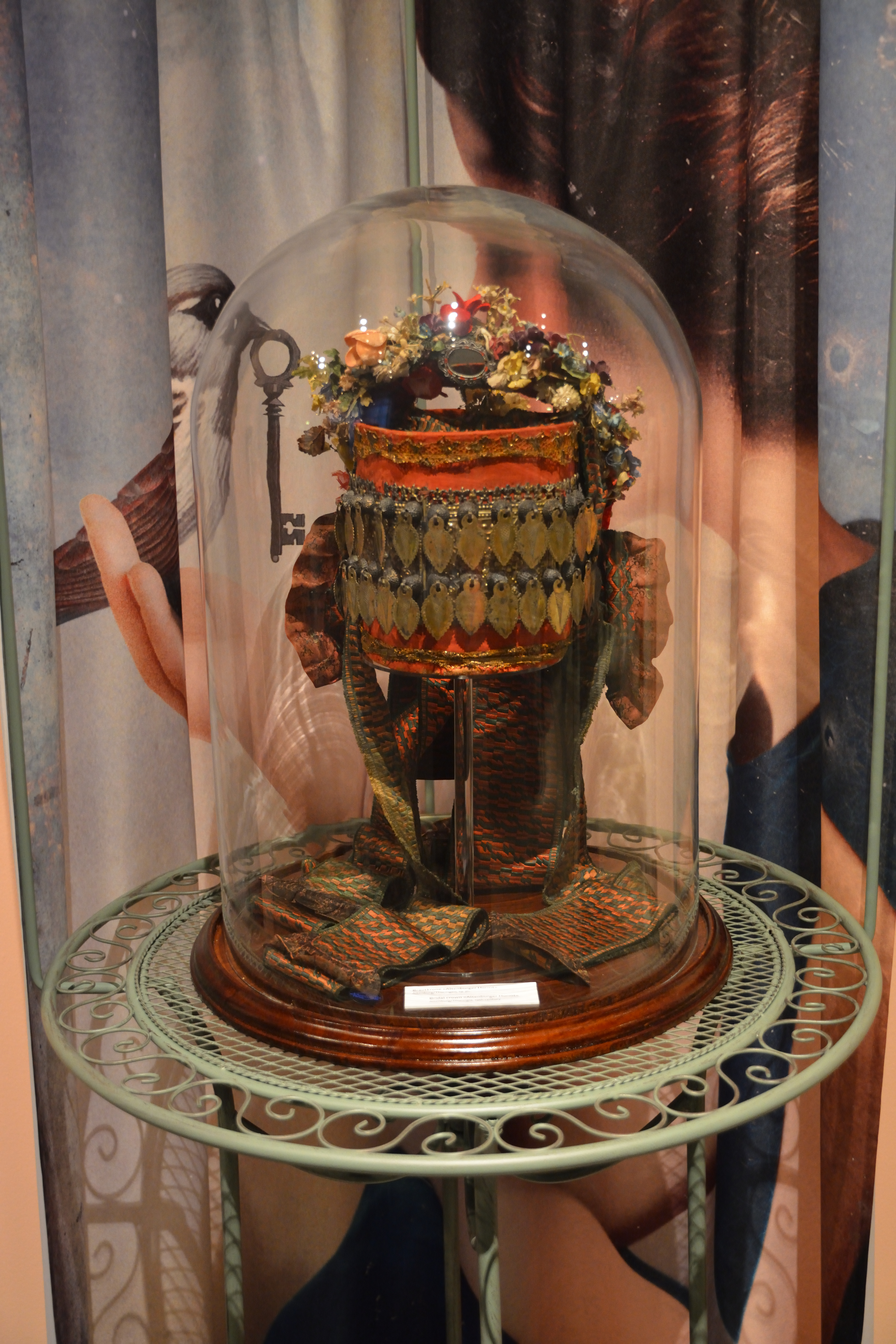
Wankheim
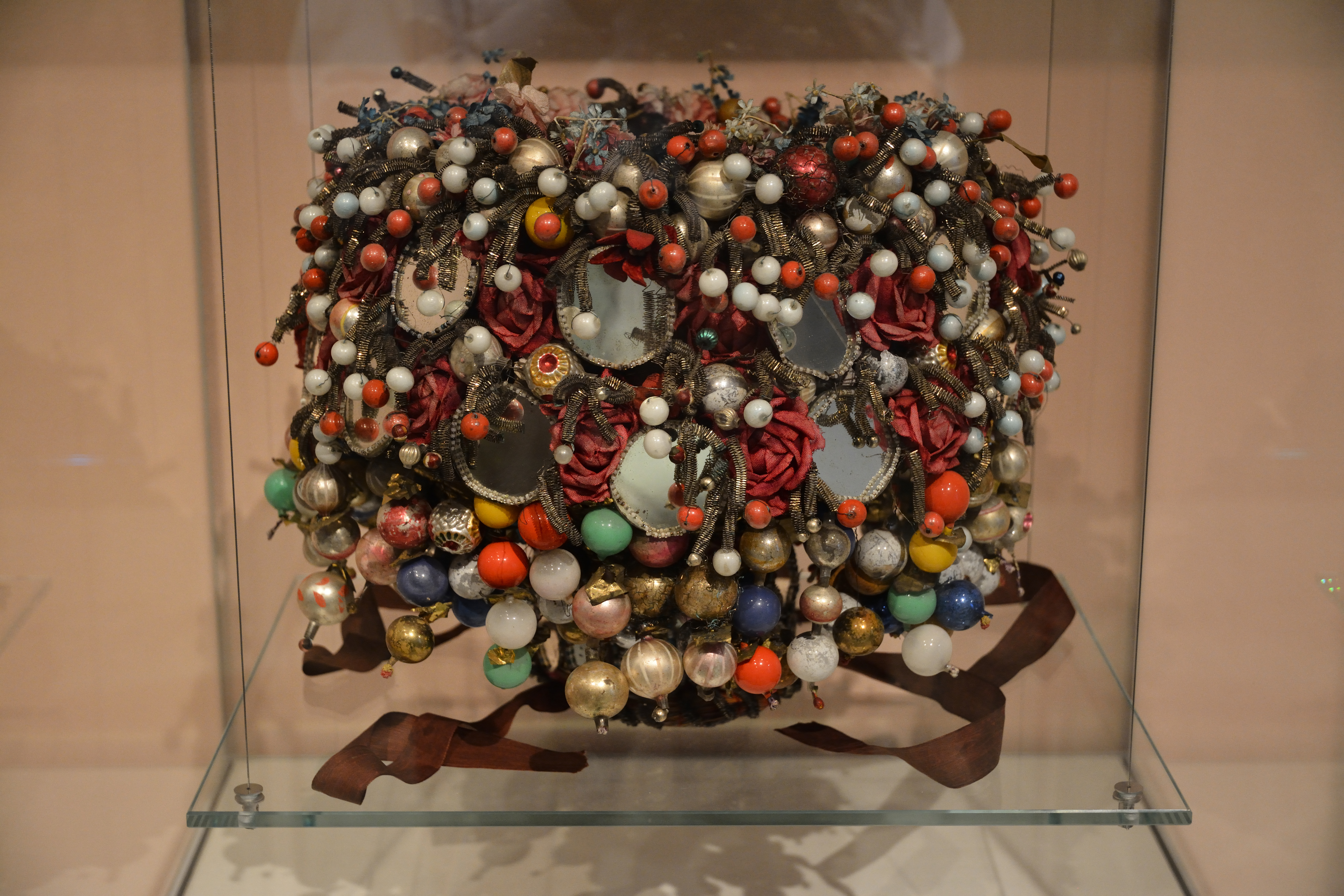
St. Georgen

## Krönung der Brautleute in den orthodoxen Kirchen
In den orthodoxen Kirchen ist die Ehe eines der Mysterien (Sakramente). Das Sakrament der Ehe wird – anders als bei der katholischen Eheschließung – nicht durch die Brautleute selbst, sondern durch den Priester gespendet; das Eheversprechen von Braut und Bräutigam bildet die Voraussetzung für die Spendung des Sakraments. Ein zentrales Moment des Eheritus ist dabei die Krönung der Brautleute.